# Gabriel Rérolle
Gabriel Rérolle, né le 20 septembre 1891 à Autun et mort le 5 septembre 1967 à Angers, est un coureur cycliste français, en activité de 1913 à 1929.

## Biographie
Fils de Julien Rérolle (1856-1906) et de Marie Henriette Menant (1865-1944), Jacques Gabriel Marie Rérolle est le 4e enfant d'une fratrie de 5 et se marie à Angers avec Yvonne Marie Arnulphy.

## Palmarès
- 1913
  - Vichy-Lyon
  - 3e de Lyon-Grenoble-Lyon
  - 4e de Paris-Bourges
- 1921
  - Circuit de Saumur
  - Nantes-Les Sables-d'Olonne
  - Tours-Châtellerault-Tours
- 1922
  - Circuit de Saumur
  - Nantes-Les Sables-d'Olonne
  - 2e du Championnat de France de cyclisme sur route amateurs
- 1923
  - Circuit de Saumur
- 1924
  - Poitiers-Saumur-Poitiers
  - Tours-Châtellerault-Tours
  - Circuit du Maine-et-Loire
- 1925
  - Circuit de Touraine
- 1927
  - Circuit de Saumur
- 1928
  - Circuit de Saumur
  - 3e du Grand Prix de Saumur
- 1929
  - 3e du Circuit du Maine-et-Loire